# Parker Peak (Wyoming)
Der Parker Peak ist ein Berggipfel im Yellowstone-Nationalpark im nordwestlichen Teil des US-Bundesstaates Wyoming. Sein Gipfel hat eine Höhe von 3106 m. Er befindet sich im östlichen Teil des Parks und ist Teil der Absaroka Range in den Rocky Mountains. Der Lamar River entspringt südöstlich des Parker Peak.